# Caty McNally
Catherine McNally, detta Caty (Cincinnati, 20 novembre 2001), è una tennista statunitense.

## Carriera
Buona interprete del doppio, in questa specialità si è aggiudicata sette titoli WTA e ha disputato due finali Slam consecutive agli US Open 2021 e 2022, rispettivamente con le connazionali Coco Gauff e Taylor Townsend.
In singolare vanta un titolo WTA 125 e la posizione n°54 come best ranking; a livello Slam ha raggiunto il terzo turno agli US Open 2020.

## Statistiche WTA

### Doppio

#### Vittorie (8)
| Legenda               | Legenda      |
| --------------------- | ------------ |
| Grande Slam (0)       |              |
| Ori Olimpici (0)      |              |
| WTA Finals (0)        |              |
| WTA Elite Trophy (0)  |              |
| Dal 2009 al 2020      | Dal 2021     |
| Premier Mandatory (0) | WTA 1000 (0) |
| Premier 5 (0)         | WTA 1000 (0) |
| Premier (0)           | WTA 500 (2)  |
| International (2)     | WTA 250 (4)  |

| N. | Data             | Torneo                                        | Superficie  | Compagna        | Avversarie in finale             | Punteggio           |
| 1. | 3 agosto 2019    | Washington Open, Washington                   | Cemento     | Coco Gauff      | Maria Sanchez Fanny Stollár      | 6–2, 6–2            |
| 2. | 19 ottobre 2019  | Luxembourg Open, Lussemburgo                  | Cemento (i) | Coco Gauff      | Kaitlyn Christian Alexa Guarachi | 6–2, 6–2            |
| 3. | 18 aprile 2021   | Charleston Open, Charleston                   | Terra verde | Hailey Baptiste | Ellen Perez Storm Sanders        | 6(4)–7, 6–4, [10–6] |
| 4. | 22 maggio 2021   | Emilia Romagna Open, Parma                    | Terra rossa | Coco Gauff      | Darija Jurak Andreja Klepač      | 6–3, 6–2            |
| 5. | 13 febbraio 2022 | St. Petersburg Ladies Trophy, San Pietroburgo | Cemento (i) | Anna Kalinskaja | Alicja Rosolska Erin Routliffe   | 6-3, 6(4)-7, [10-4] |
| 6. | 9 ottobre 2022   | Ostrava Open, Ostrava                         | Cemento (i) | Alycia Parks    | Alicja Rosolska Erin Routliffe   | 6-3, 6-2            |
| 7. | 26 febbraio 2023 | Mérida Open, Mérida                           | Cemento     | Diane Parry     | Wang Xinyu Wu Fang-hsien         | 6-0, 7-5            |
| 8. | 11 febbraio 2024 | Transylvania Open, Cluj-Napoca                | Cemento (i) | Asia Muhammad   | Harriet Dart Tereza Mihalíková   | 6-3, 6-4            |

#### Sconfitte (3)
| Legenda              |
| -------------------- |
| Grande Slam (2)      |
| Argenti Olimpici (0) |
| WTA Finals (0)       |
| WTA Elite Trophy (0) |
| Dal 2021             |
| WTA 1000 (0)         |
| WTA 500 (0)          |
| WTA 250 (1)          |

| N. | Data              | Torneo                      | Superficie | Compagna        | Avversarie in finale                  | Punteggio         |
| 1. | 12 settembre 2021 | US Open, New York           | Cemento    | Coco Gauff      | Samantha Stosur Zhang Shuai           | 3-6, 6-3, 3-6     |
| 2. | 6 agosto 2022     | Washington Open, Washington | Cemento    | Anna Kalinskaja | Jessica Pegula Erin Routliffe         | 3-6, 7-5, [10-12] |
| 3. | 11 settembre 2022 | US Open, New York (2)       | Cemento    | Taylor Townsend | Barbora Krejčíková Kateřina Siniaková | 6-3, 5-7, 1-6     |

## Circuito WTA 125

### Singolare

#### Vittorie (2)
| N. | Data            | Torneo                          | Superficie  | Avversaria in finale | Punteggio     |
| 1. | 6 novembre 2022 | Midland Tennis Classic, Midland | Cemento (i) | Anna-Lena Friedsam   | 6-3, 6-2      |
| 2. | 13 luglio 2025  | Hall of Fame Open, Newport      | Erba        | Tatjana Maria        | 2-6, 6-4, 6-2 |

#### Sconfitte (1)
| N. | Data           | Torneo               | Superficie  | Avversaria in finale | Punteggio |
| 1. | 21 maggio 2023 | Clarins Open, Parigi | Terra rossa | Diane Parry          | w/o       |

### Doppio

#### Sconfitte (1)
| N. | Data         | Torneo                                | Superficie | Compagna       | Avversarie in finale          | Punteggio |
| 1. | 7 marzo 2020 | Indian Wells Challenger, Indian Wells | Cemento    | Jessica Pegula | Asia Muhammad Taylor Townsend | 4–6, 4–6  |

## Statistiche ITF

### Singolare

#### Vittorie (4)
| Torneo $100.000 (2) |
| Torneo $80.000 (0)  |
| Torneo $60.000 (0)  |
| Torneo $40.000 (1)  |
| Torneo $25.000 (1)  |
| Torneo $15.000 (0)  |

| N. | Data             | Torneo                                               | Superficie  | Avversaria in finale | Score    |
| 1. | 10 novembre 2018 | Harold A. Miller Women's Tennis Tournament, Lawrence | Cemento (i) | Catherine Harrison   | 6–2, 6–2 |
| 2. | 3 febbraio 2019  | Dow Corning Tennis Classic, Midland                  | Cemento (i) | Jessica Pegula       | 6–2, 6–4 |
| 3. | 8 dicembre 2024  | Women's Tampa, Tampa                                 | Terra verde | Elvina Kalieva       | 6-4, 7-5 |
| 4. | 27 luglio 2025   | The Women's Hospital Classic, Evansville             | Cemento     | Darja Viďmanová      | 7-5, 6-4 |

#### Sconfitte (1)
| Torneo $100.000 (0) |
| Torneo $80.000 (0)  |
| Torneo $60.000 (0)  |
| Torneo $40.000 (1)  |
| Torneo $25.000 (0)  |
| Torneo $15.000 (0)  |

| N. | Data           | Torneo                                   | Superficie  | Avversaria in finale | Score       |
| 1. | 20 aprile 2025 | Florida's Sports Coast Open, Zephyrhills | Terra verde | Iryna Šymanovič      | 6(2)-7, 0-6 |

### Doppio

#### Vittorie (6)
| Torneo $100.000 (1) |
| Torneo $80.000 (1)  |
| Torneo $60.000 (0)  |
| Torneo $40.000 (0)  |
| Torneo $25.000 (0)  |
| Torneo $15.000 (4)  |

| N. | Data            | Torneo                                              | Superficie  | Compagna        | Avversarie in finale             | Score            |
| 1. | 7 ottobre 2017  | ITF Women's Circuit Hilton Head, Hilton Head Island | Terra verde | Emily Appleton  | Kylie Collins Meg Kowalski       | 7–5, 6–3         |
| 2. | 19 gennaio 2018 | Open Feminin de Petit-Bourg, Petit-Bourg            | Cemento     | Emily Appleton  | Shelby Talcott Amy Zhu           | 6–3, 6–0         |
| 3. | 10 marzo 2018   | USTA National Campus Pro Tennis Classic, Orlando    | Terra verde | Whitney Osuigwe | Dia Evtimova Ilona Kramen'       | 6–2, 6–3         |
| 4. | 17 marzo 2018   | ITF Women's Circuit Tampa, Tampa                    | Terra verde | Natasha Subhash | Rasheeda McAdoo Katerina Stewart | 3–6, 6–3, [10–6] |
| 5. | 28 ottobre 2018 | Tennis Classic of Macon, Macon                      | Cemento     | Jessica Pegula  | Anna Danilina Ingrid Neel        | 6–1, 5–7, [11–9] |
| 6. | 8 maggio 2021   | LTP Charleston Pro Tennis, Charleston               | Terra verde | Storm Sanders   | Eri Hozumi Miyu Katō             | 7–5, 4–6, [10–6] |

#### Sconfitte (2)
| Torneo $100.000 (0) |
| Torneo $80.000 (0)  |
| Torneo $60.000 (0)  |
| Torneo $40.000 (0)  |
| Torneo $25.000 (1)  |
| Torneo $15.000 (1)  |

| N. | Data             | Torneo                                                | Superficie | Compagna             | Avversarie in finale        | Score       |
| 1. | 14 gennaio 2018  | Open Feminin de Fort-de-France, Fort-de-France        | Cemento    | Emily Appleton       | Rasheeda McAdoo Amy Zhu     | 5–7, 6(5)–7 |
| 2. | 24 febbraio 2019 | Del Mar Financial Partners Inc. Open, Rancho Santa Fe | Cemento    | Francesca Di Lorenzo | Hayley Carter Ena Shibahara | 5–7, 2–6    |

## Grand Slam Junior

### Singolare

#### Sconfitte (1)
| Tornei del Grande Slam  |
| ----------------------- |
| Australian Open (0)     |
| Open di Francia (1)     |
| Torneo di Wimbledon (0) |
| US Open (0)             |

| N. | Data           | Torneo                  | Superficie  | Avversario in finale | Punteggio        |
| 1. | 12 giugno 2018 | Open di Francia, Parigi | Terra rossa | Coco Gauff           | 6–1, 3–6, 6(1)–7 |

### Doppio

#### Vittorie (2)
| Tornei del Grande Slam  |
| ----------------------- |
| Australian Open (0)     |
| Open di Francia (1)     |
| Torneo di Wimbledon (0) |
| US Open (1)             |

| N. | Data             | Torneo                  | Superficie  | Compagna    | Avversario in finale           | Punteggio |
| 1. | 12 giugno 2018   | Open di Francia, Parigi | Terra rossa | Iga Świątek | Yuki Naito Naho Sato           | 6–2, 7–5  |
| 2. | 8 settembre 2018 | US Open, New York       | Cemento     | Coco Gauff  | Hailey Baptiste Dalayna Hewitt | 6–3, 6–2  |

#### Sconfitte (3)
| Tornei del Grande Slam  |
| ----------------------- |
| Australian Open (0)     |
| Open di Francia (0)     |
| Torneo di Wimbledon (3) |
| US Open (0)             |

| N. | Data           | Torneo                          | Superficie | Compagna         | Avversario in finale             | Punteggio |
| 1. | 9 luglio 2016  | Torneo di Wimbledon, Londra     | Cemento    | Mariam Bolkvadze | Usue Maitane Arconada Claire Liu | 2–6, 3–6  |
| 2. | 15 luglio 2017 | Torneo di Wimbledon, Londra (2) | Erba       | Whitney Osuigwe  | Olga Danilović Kaja Juvan        | 4–6, 3–6  |
| 3. | 14 luglio 2018 | Torneo di Wimbledon, Londra (3) | Erba       | Whitney Osuigwe  | Wang Xinyu Wang Xiyu             | 2–6, 1–6  |